# NGC 6970
NGC 6970 (również PGC 65608) – galaktyka spiralna z poprzeczką (SBa), znajdująca się w gwiazdozbiorze Indianina. Odkrył ją John Herschel 2 października 1834 roku.